# 臥牛山
臥牛山（がぎゅうざん、がぎゅうさん）は、岡山県高梁市にある山岳。大松山（おおまつやま）・小松山（こまつやま）・天神丸山（てんじんのまるやま）・前山（まえやま）の4山の総称である。岡山県百名山のひとつ。高梁川上流県立自然公園の一部。備中松山城が所在する。
古くは松山（まつやま）とも称され、別名は城山（しろやま）・御城山（おしろやま）。
標高は、最も高い部分で、天神丸山の約487メートル。

## 概要
高梁盆地の高梁川東岸にある高梁市街地の三方を取り囲むかのようにそびえている山地の内、北側の部分にあたる。
北から南へ流れる高梁川が、山麓から河成段丘を形成、その上に高梁の市街地が広がる。
南北に長い峰をしており、北から南へ順に大松山（約470メートル）、天神の丸（約487メートル）、小松山（約420メートル）、前山（約320メートル）の四つの山頂が並ぶ。西側は急峻な崖で麓は高梁川に沿い、北側は佐与谷に急傾斜をなしている。南側の麓には小高下川が東から西へ流れ、高梁川に合流する。
鎌倉時代より中世から近世にかけて砦跡や城郭が相次いで建造され、その遺構が現在も残る。小松山に残る天守は、江戸時代に備中松山藩の藩庁となった松山城であり、現在全国に残る山城の中で天守が残っている城の中では最高地にあるとして、日本三大山城に数えられ、現在、それを含むほとんどの遺構が国の史跡指定地となっている。そうした背景から、古くから別名城山（しろやま）・御城山（おしろやま）の別称でも親しまれている。
「臥牛山」の名称は、南側から見た山容が老牛が草の上に横たわっている姿に似ていることに由来する。城下町が整備されてから江戸時代前期に「松山」の名を城下町の総称として譲り、山名は臥牛山を正式名称としたといわれる。

## 標高
- 天神の丸山 - 約478m
- 大松山 - 約470m
- 小松山 - 約420m
- 前山 - 約320m

標高の高い順

## 自然環境
臥牛山は、岡山県中部の代表的な暖帯自然林であり、城の防備上樹木の伐採が行われず、国有林となっているため保全状態が極めて良く、小松山の松山城本丸周辺にモミなど暖帯落葉樹林が占有するところ、アカマツが多いところ、アラカシ・ウラジロガシ・ヤブツバキなどの常緑広葉樹・照葉樹林が多いところなどがある。
暖帯林と温帯林が接した中国地方特有の林相を呈し、また樹木の種類も多く、235種が認められており、このように多数の樹木の種類があるところは、中国地方では他にあまり見られない。またツル植物も見られ、原生林のような状態ともなっている。タカハシテンナンショウ・キビザクラ・アテツマンサク・チトセカズラなどの特殊植物もみられる。
他に臥牛山に見られる植物として、ケヤキ・クマノミズキ・コナラ・イヌシデ・アカシデ・アサダ・イロハカエデ・イヌブナ・アベマキ・カツラ・アカガシ・ヤマボウシ・ケンポナシ・ヤブニッケイ・シロダモ・リョウブ・ソヨゴ・タラヨウ・ナナメノキ・クリ・アカメガシワ・ヤマザクラ・コバノミツバツツジ・シロバナウンゼンツツジ・コバノガマズミ・ツリバナ・アオキなど。
また、昆虫類も豊富であり、野鳥も生息する。
さらに、古くから野猿が生息しており、1956年に臥牛山サル生息地は国の天然記念物に指定されている。高梁市は「臥牛山自然動物園」として開園したが、1991年に閉園した（後述）。

## 歴史
臥牛山は、古くは松山（まつやま）と称されていた。松山城の呼称の由来であり、中世に周辺の山地と麓の平地部を合わせて松山村と呼ばれていたが、その由来ともなっている。近世に松山村は分割されるが、明治になり合併によって範囲は過去より狭小であるものの再び松山村が誕生し、その後の合併により高梁市の大字の松山として、その遺称が残っている。なお、松山の呼称の由来は、松が生い茂っていたなど諸説あるものの、正確には不詳である。
鎌倉時代、1221年の承久の乱後、新たに補任された地頭として、相模国より有漢郷へ着任した秋庭三郎重信が延応元年（1240年）に大松山上に砦を築いた。これが臥牛山に砦・城郭の類が築城された最初と『備中誌』が伝えている。元弘元年（1331年）には、高橋九郎左衛門宗康が入城。さらに小松山上に城郭を構え、弟の大二郎が居城したと『備中府志』に記されている。
現在、鎌倉時代のものとみられる防御施設の痕跡が臥牛山中に残っており、土木工事の跡がみられる。
大松山にはその後、高氏、後期秋庭氏、上野氏（上野頼久）、庄氏が相次いで入城。大松山および小松山を砦としたことが『中国兵乱記』に記されている。戦国時代になると三村氏が入城する。三村氏の時代には小松山に城郭の中枢を移し天守を築造、臥牛山一帯の大松山、天神の丸、相畑、佐内丸、太鼓の丸、馬酔木の丸など出丸や出城が多数建造され、臥牛山全体が大要塞の様相を呈したと『備中兵乱記』や『中国兵乱記』は記している。三村氏は麓の平地に城下町の整備も試みている。
天正2年（1574年）、備中兵乱が勃発、毛利氏・宇喜多氏の連合軍が三村氏と臥牛山を中心とした備中諸城をめぐって大規模な争いが行われた。
江戸時代になり、備中奉行として小堀新助が入城。慶長2年（1606年）頃から新助・作助親子は、松山城を改修、麓に城主の居館である御根小屋（御下御殿）を建築し、大規模な城下町を整備した。その後、松山城は備中松山藩の藩庁となり、天和元年（1681年）に藩主・水谷勝宗が松山城の大修築を行う。現在残る二重の天守閣や櫓、石垣、番所跡などはその頃のものとされる。
中世から江戸時代の初め頃にかけては、瓦や石垣は使用されていないが、曲輪（郭）のまわりには、堀切りや土塁などを築いており、削平地として人工の急斜面の切岸をつくっていることなどが確認されている。
現代になり、教育委員会の発掘調査にり、天神の丸に天神社が鎮座していた事が分かった。これは臥牛山の頂上に守護神がいると考えられていたとされ、戦国時代の天道思想によるものともいわれる。
麓にあった城主の居館・御根小屋（御下御殿）跡も石垣が残っており、現在は岡山県立高梁高等学校となっている。松山城とともに建物や縄張りなどについてはよく分ってない。

## 臥牛山自然動物園
古くから臥牛山には野生のサルが生息しており、昭和29年に当時の岡山県知事三木行治を会長として臥牛山野猿保存会が発足した。翌年2月より京都大学の識者の指導の下、本格的な餌付けが開始され、高梁市はサル生息地を「臥牛山自然動物園」の名で一般公開した。昭和31年には臥牛山サル生息地として国の天然記念物に指定された。
その面積は国有林を主体とし、約2ヘクタールであった。サルのケージを設置し、事務所・休憩所・倉庫・駐車場を整備した。
昭和44年4月からは高梁川観光開発へ運営を委託。
サルの生息数は、開園時は約80匹ほどであったが、その後200匹以上に増加した。群れの縄張りは、臥牛山の他に佐与谷、狐谷にわたる700ヘクタールほどに及んだとされる。一部には脱出し山伝いに遠方へ移動したサルもいた。寝床は天神丸山や大松山にあったが、夏には小松山に移動していた。毎朝7〜8時頃に餌場に出没し、15〜17時頃には寝床に戻っていた。
後年には奇形をもつ個体が産まれることが多くなり、30匹以上が確認されたこともある。
その後、入場者が減少と、サルの生息状態の悪化により、より自然に近い状態に戻すため、一元的な保護管理を高梁市教育委員会で行うこととし、平成3年（1991年）12月をもって閉園した。
現在は、約160頭が群れを形成、生息地指定区域を中心に周囲を遊動している。